# Alessandro Nesta
Alessandro Nesta, Ufficiale OMRI (n. 19 martie 1976, Roma, Italia) este un fotbalist italian retras din activitate, care a jucat pe post de fundaș central sau fundaș la echipe ca Milan, Lazio și Chennaiyin FC⁠(d). Pe plan internațional, are prezențe la națională pentru Italia U21⁠(d), Italia și Italia U18⁠(d). După încheierea carierei, a devenit antrenor, și a antrenat, printre altele, Miami FC⁠(d), Frosinone și Perugia.
Considerat unul din cei mai buni fundași de centru din istoria fotbalului, a fost de patru ori membru al UEFA Team of the Year.
A renunțat la echipa națională după Campionatul Mondial din 2006 unde a ieșit campion mondial cu Italia.Cuplul de fundași Thiago Silva și Alessandro Nesta reprezintă unul dintre cele mai bune cupluri de fundași din lume,el reprezintă unul din simbolurile echipei italiene AC Milan.Este născut în 1976 ,19 martie,are 187 de centimetri,79 de kg.A venit în echipa AC Milan în anul 2002 și poartă numărul norocos pentru el și anume 13.

## Palmares
Lazio
- Serie A (1) :2000
- Coppa Italia (2) : 1998, 2000
- Supercoppa Italiana (2) : 1998, 2000
- Cupa Cupelor UEFA (1) : 1998–99
- Supercupa Europei (1) : 1999

Milan
- Serie A (2) : 2004 2011
- Coppa Italia (1) : 2003
- Supercoppa Italiana (2) :  2004 2011
- UEFA Champions League (2) : 2003, 2007
- Supercupa Europei (2) : 2003, 2007
- Campionatul Mondial al Cluburilor FIFA (1) : 2007

Echipa națională de fotbal a Italiei
- Campionatul European de Fotbal sub 21 (1) : 1996
- Campionatul Mondial de Fotbal (1) : 2006

#### Individual
- Fotbalistul tânăr al anului din Serie A: 1998
- Fundașul anului din Serie A: 2000, 2001, 2002, 2003
- UEFA Club Football Awards Cel mai bun fundaș: 2003
- UEFA Team of the Year: 2002, 2003, 2004, 2005, 2007
- UEFA Euro Team of the Tournament: 2000
- FIFPro World XI: 2007
- FIFA 100

## Statistici

### Club
La 12 decembrie 2014..
| Club            | Sezon         | Campionat | Campionat | Cupă    | Cupă   | Continental1 | Continental1 | Altele2 | Altele2 | Total   | Total  |
| Club            | Sezon         | Meciuri   | Goluri    | Meciuri | Goluri | Meciuri      | Goluri       | Meciuri | Goluri  | Meciuri | Goluri |
| --------------- | ------------- | --------- | --------- | ------- | ------ | ------------ | ------------ | ------- | ------- | ------- | ------ |
| Lazio           | 1993–94       | 2         | 0         | 0       | 0      | 0            | 0            | –       | –       | 2       | 0      |
| Lazio           | 1994–95       | 11        | 0         | 1       | 0      | 0            | 0            | –       | –       | 12      | 0      |
| Lazio           | 1995–96       | 23        | 0         | 2       | 0      | 3            | 0            | –       | –       | 28      | 0      |
| Lazio           | 1996–97       | 25        | 0         | 4       | 0      | 4            | 0            | –       | –       | 33      | 0      |
| Lazio           | 1997–98       | 30        | 0         | 9       | 1      | 10           | 1            | –       | –       | 49      | 2      |
| Lazio           | 1998–99       | 20        | 1         | 2       | 0      | 4            | 0            | –       | –       | 26      | 1      |
| Lazio           | 1999–00       | 28        | 0         | 2       | 0      | 9            | 0            | 1       | 0       | 40      | 0      |
| Lazio           | 2000–01       | 29        | 0         | 1       | 0      | 8            | 0            | 1       | 0       | 39      | 0      |
| Lazio           | 2001–02       | 25        | 0         | 1       | 0      | 6            | 0            | –       | –       | 32      | 0      |
| Lazio           | Total         | 193       | 1         | 22      | 1      | 44           | 1            | 2       | 0       | 261     | 3      |
| Milan           | 2002–03       | 29        | 1         | 5       | 1      | 14           | 0            | –       | –       | 48      | 2      |
| Milan           | 2003–04       | 26        | 0         | 4       | 1      | 6            | 0            | 2       | 0       | 38      | 1      |
| Milan           | 2004–05       | 29        | 0         | 3       | 0      | 12           | 0            | 1       | 0       | 45      | 0      |
| Milan           | 2005–06       | 30        | 1         | 2       | 0      | 10           | 0            | –       | –       | 42      | 1      |
| Milan           | 2006–07       | 14        | 0         | 0       | 0      | 8            | 0            | –       | –       | 22      | 0      |
| Milan           | 2007–08       | 29        | 1         | 0       | 0      | 7            | 0            | 3       | 1       | 39      | 2      |
| Milan           | 2008–09       | 1         | 0         | 0       | 0      | 0            | 0            | –       | –       | 1       | 0      |
| Milan           | 2009–10       | 23        | 3         | 0       | 0      | 7            | 0            | –       | –       | 30      | 3      |
| Milan           | 2010–11       | 26        | 0         | 2       | 0      | 7            | 0            | –       | –       | 35      | 0      |
| Milan           | 2011–12       | 17        | 1         | 1       | 0      | 7            | 0            | 1       | 0       | 26      | 1      |
| Milan           | Total         | 224       | 7         | 17      | 2      | 78           | 0            | 7       | 1       | 326     | 10     |
| Montreal Impact | 2012          | 8         | 0         | –       | –      | –            | –            | –       | –       | 8       | 0      |
| Montreal Impact | 2013          | 23        | 0         | 2       | 0      | 1            | 0            | –       | –       | 26      | 0      |
| Montreal Impact | Total         | 31        | 0         | 2       | 0      | 1            | 0            | 0       | 0       | 34      | 0      |
| Chennaiyin      | 2014          | 3         | 0         | —       | —      | —            | —            | —       | —       | 3       | 0      |
| Chennaiyin      | Total         | 3         | 0         | 0       | 0      | 0            | 0            | 0       | 0       | 3       | 0      |
| Total carieră   | Total carieră | 451       | 8         | 41      | 3      | 123          | 1            | 9       | 1       | 624     | 13     |